# Старий Гарбув
Старий Гарбув (пол. Stary Garbów) — село в Польщі, у гміні Двікози Сандомирського повіту Свентокшиського воєводства.
Населення — 224 особи (2011).
У 1975-1998 роках село належало до Тарнобжезького воєводства.

## Демографія
Демографічна структура на день 31 березня 2011 року:
|          | Загалом | Допрацездатний вік | Працездатний вік | Постпрацездатний вік |
| -------- | ------- | ------------------ | ---------------- | -------------------- |
| Чоловіки | 112     | 22                 | 74               | 16                   |
| Жінки    | 112     | 14                 | 63               | 35                   |
| Разом    | 224     | 36                 | 137              | 51                   |